# Seznam předsedů TOP 09
Toto je seznam předsedů TOP 09. V čele strany stáli tři muži a jedna žena.
| Pořadí | Foto | Jméno                    | Vstup do funkce    | Odchod z funkce    | Doba ve funkci  | Popis |
| ------ | ---- | ------------------------ | ------------------ | ------------------ | --------------- | --- |
| 1.     |      | Karel Schwarzenberg      | 28. listopadu 2009 | 29. listopadu 2015 | 6 let a 1 den   | Politik, 1. předseda TOP 09, čestný předseda TOP 09 (od 2015), spoluzakladatel TOP 09, 6. a 8. ministr zahraničních věcí České republiky, 1. místopředseda vlády Petra Nečase, 3. senátor Senátu Parlamentu České republiky za obvod č. 25 - Praha 6, bývalý poslanec Poslanecké sněmovny Parlamentu České republiky, neúspěšný kandidát v prezidentské volbě v roce 2013, bývalý kancléř prezidenta republiky.                                               |
| 2.     |      | Miroslav Kalousek        | 29. listopadu 2015 | 26. listopadu 2017 | 1 rok a 362 dní | Chemik, 2. předseda TOP 09, bývalý 1. místopředseda TOP 09, spoluzakladatel TOP 09, 8. a 10. ministr financí České republiky, 2. předseda Poslaneckého klubu TOP 09 a Starostové, 1. předseda Poslaneckého klubu TOP 09, 12. předseda KDU-ČSL, bývalý místopředseda KDU-ČSL, 11. předseda Poslaneckého klubu KDU-ČSL, bývalý poslanec Poslanecké sněmovny Parlamentu České republiky, bývalý zastupitel města Bechyně.                                        |
| 3.     |      | Jiří Pospíšil            | 26. listopadu 2017 | 24. listopadu 2019 | 1 rok a 363 dní | Právník, 3. předseda TOP 09, 12. a 14. ministr spravedlnosti České republiky, bývalý předseda Legislativní rady vlády České republiky, bývalý místopředseda Poslanecké sněmovny Parlamentu České republiky, bývalý místopředseda ODS, poslanec Evropského parlamentu, bývalý poslanec Poslanecké sněmovny Parlamentu České republiky, bývalý zastupitel Plzeňského kraje, zastupitel Hlavního města Prahy, 4. děkan Fakulty právnické Západočeské univerzity. |
| 4.     |      | Markéta Pekarová Adamová | 24. listopadu 2019 | úřadující          | 5 let a 89 dní  | Ekonomka, 4. předsedkyně TOP 09, 9. předsedkyně Poslanecké sněmovny Parlamentu České republiky, bývalá 1. místopředsedkyně TOP 09, bývalá místopředsedkyně TOP 09, poslankyně Poslanecké sněmovny Parlamentu České republiky, bývalá zastupitelka městské části Praha 8. |